# Kleinweißenbach
Kleinweißenbach ist eine Ortschaft und eine Katastralgemeinde der Marktgemeinde Großgöttfritz im Bezirk Zwettl in Niederösterreich. Zur Ortschaft zählt auch die südlich am Purzelkamp gelegene Rotte Ritschgraben, sie stellt sich der Siedlungsform nach als Längsangerdorf mit Gartenackerparzellen dar.

## Geschichte
Die erste urkundliche Erwähnung des Ortes erfolgt 1280 als poesem Wescenbach (Bösenweißenbach), der Namensbestandteil „Bösen-“ bedeutet klein, der Weißenbach ist als Flurname anzusehen. Damals gehörte er zum Distritus Zwetlensis und war dem Kloster Zwettl unterstellt, dieses behielt die Grundherrschaft über die folgenden Jahrhunderte. Im 17. Jahrhundert wurde der Ort dann Kleinweißenbach genannt, ab 1849 war er verwaltungstechnisch eine Katastralgemeinde der Gemeinde Großgöttfritz.
Im Jahr 1822 wurde der Ort als Dorf mit 21 Häusern genannt, das nach Großgöttfritz eingepfarrt war, wohin auch die Kinder eingeschult wurden. Das Stift Zwettl besaß die Ortsobrigkeit, die Herrschaft Zwettl übte die Landgerichtsbarkeit aus, das Stift Zwettl besorgte die Konskription und hatte die Grundherrschaft inne.
Laut Adressbuch von Österreich waren im Jahr 1938 in Kleinweißenbach ein Gastwirt, zwei Holzhändler, drei Sägewerke, ein Schmied, ein Schneider, ein Tischler, ein Viktualienhändler und mehrere Landwirte ansässig, dazu kam ein Elektrizitätswerk.
1909 erhielt er eine Haltestelle an der Bahnstrecke Schwarzenau–Martinsberg-Gutenbrunn (südlich des Ortes gelegen), im gleichen Jahr wurde die Straße nach Königsbach errichtet. 1947 wurde die Freiwillige Feuerwehr im Ort begründet, 1948 der Ort dann elektrifiziert.

## Siedlungsentwicklung
Zum Jahreswechsel 1979/1980 befanden sich in der Katastralgemeinde Kleinweißenbach insgesamt 53 Bauflächen mit 26.941 m² und 28 Gärten auf 7.047 m², 1989/1990 gab es 46 Bauflächen. 1999/2000 war die Zahl der Bauflächen auf 129 angewachsen und 2009/2010 bestanden 68 Gebäude auf 137 Bauflächen.

## Bodennutzung
Die Katastralgemeinde ist landwirtschaftlich geprägt. 277 Hektar wurden zum Jahreswechsel 1979/1980 landwirtschaftlich genutzt und 168 Hektar waren forstwirtschaftlich geführte Waldflächen. 1999/2000 wurde auf 266 Hektar Landwirtschaft betrieben und 178 Hektar waren als forstwirtschaftlich genutzte Flächen ausgewiesen. Ende 2018 waren 259 Hektar als landwirtschaftliche Flächen genutzt und Forstwirtschaft wurde auf 179 Hektar betrieben. Die durchschnittliche Bodenklimazahl von Kleinweißenbach beträgt 22,5 (Stand 2010).

## Sehenswürdigkeiten
- Ortskapelle von 1832